# La Xala
La Xala és una obra de teatre en valencià de 1871 d'Eduard Escalante i Mateu, una de les més populars de l'autor.
És una obra costumbrista amb personatges locals. Durant la Restauració, del 1874 al 1902, va ser la desena obra valencianes de teatre més representada a Alacant, amb 38 vegades en total. El poeta i professor Josep Maria Sala-Valladaura ha considerat que aquesta obra s'hauria d'incloure en qualsevol història de la literatura catalana del segle XIX.